# 토크 (장신구)

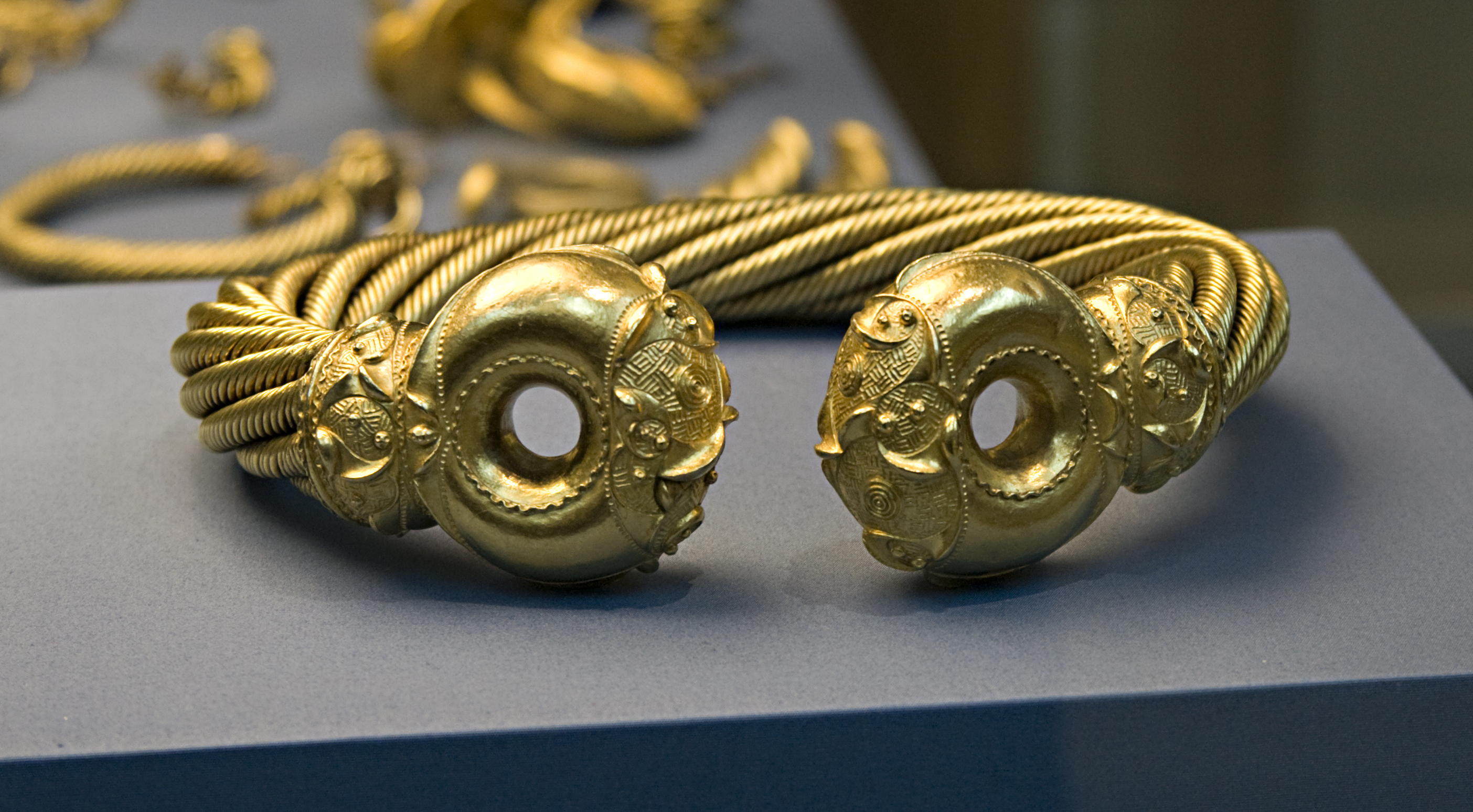

토크(torc, torque)는 금속으로 만들어 목에 거는 고리 모양의 장신구이다.  대부분의 토크는 반영구적 착용품이며, 한번 목에 걸면 다시 빼내기 어렵다. 토크는 스키티아, 일리리아, 트라키아, 켈트를 비롯한 기원전 8세기 ~ 기원후 3세기 유럽 철기문명들에서 발견된다. 특히 철기 시대 켈트에서는 황금으로 만든 토크가 그 착용자가 고위 인물임을 나타내는 중요 유물로 나타난다. 켈트의 토크는 민족 대이동 시기가 되면 자취를 감추지만, 바이킹 시대가 되면 게르만족이 켈트의 토크와 비슷하게 생긴 금속 목걸이를 주로 은으로 만들어서 착용했다.